# Mutarea clădirilor

Mutarea blocului A2 din Alba Iulia

Mutarea clădirilor și structurilor este un proces prin care o structură imobilă, un edificiu, este mutat la propriu dintr-un loc în altul. Există două modalități de a realiza mutarea: demontarea structurii și reasamblarea ei la destinație sau mutarea structurii în întregime. În cel de-al doilea caz structura este ridicată puțin și împinsă pe niște șine introduse temporar sub ea, operație denumită în limbaj tehnic translatare (deplasare prin translație).
În România, unul din cele mai notorii cazuri este mutarea blocului locativ A2 din Alba Iulia, pentru a face loc Bulevardului Transilvaniei, pe direcția căruia acesta era construit. Blocul mutat avea 80 de apartamente, o greutate de 7.600 de tone, lungimea de 100 de metri, înălțimea de 17 metri și lățimea de 12 metri. Operațiunea de mutare a avut loc la data de 27 mai 1987 , iar procesul a fost mai complex, constând din secționarea în două a blocului și mutarea pe diagonală prin translație a ambelor tronsoane, pe o axă înclinată de 33 de grade, 50 minute și 40 de secunde. Procesul de mutare a durat 5 ore și 40 de minute și a fost realizat fără a evacua locatarii din casele lor, iar în urma mutării celor două tronsoane ale blocului, distanța dintre ele a devenit de 55,75 metri. Mutarea a fost o alternativă pentru demolare⁠(en)[traduceți] și a avut loc la inițiativa și sub coordonarea prof. dr. ing. Eugeniu Iordăchescu, care de-a lungul carierei sale a mutat 29 de clădiri, dintre care 13 sunt biserici sau mănăstiri.
Un alt caz de mutare a unui edificiu din România, poate cel mai celebru, datorită atât impactului asupra opiniei publice cât și dificultăților de ordin tehnic, a fost mutarea bisericii Mănăstirii Mihai Vodă de pe dealul pe care fusese ctitorită de Mihai Viteazul într-un nou amplasament (restul construcțiilor, inclusiv cele care adăposteau Arhivele Statului, fiind demolate în vederea construirii Casei Poporului). Operația în sine a constat în translarea în pantă a bisericii, pe o distanță de 289 m pe orizontală și 6,2 m pe verticală, de pe Dealul Mihai Vodă, fosta stradă a Arhivelor nr. 2 și până în locul în care se află în prezent, Strada Sapienței nr. 4, în apropierea malului Dâmboviței. Această realizare tehnică a fost considerată la vremea respectivă (1985) o performanță deosebită, meritele principale revenindu-i șefului de proiect, inginerul Eugeniu I. Iordănescu.
O altă biserică mutată a fost biserica  Pătru Iacob din Reșița, urmând ca pe amplasamentul bisericii să fie construite blocuri. Proiectul translației a fost realizat de Institutul "Proiect" București.Translarea a început vineri, 11 octombrie1985, cu o viteză medie de 2.50 m pe oră pe o pantă de 2%. Biserica a fost mutată 53 de metri.  Translarea a fost filmată de către Doru Marcu de la cineclubul "Optic "76" pe pelicula de 16mm. În final, alături de Ștefan Copia și Oswald Ruzicska (cineclubul "Optic '76") a fost realizat un material de 45 de minute. În 2016 sunt recuperate aproximativ 7 minute din materialul original care au fost digitizate de Muzeul Cineastului Amator. 
Alte clădiri și structuri notabile mutate sunt Marble Arch⁠(en)[traduceți] din Londra, Gem Theatre⁠(en)[traduceți] și Century Theatre⁠(en)[traduceți] din Detroit, Farul Belle Tout⁠(en)[traduceți] de lângă Eastbourne, Farul capului Hatteras⁠(en)[traduceți] din Buxton, Carolina de Nord, Colosul lui Ramses al II-lea⁠(en)[traduceți] din Memphis, Egipt, Hamilton Grange National Memorial⁠(en)[traduceți] din New York City (mutat de două ori), ș.a.